# Filmåret 1999

## Händelser

### Juni
- 17 juni – Greta Garbo har gravsatts på Skogskyrkogården i Stockholm, nio år efter hennes död.[1]

## Årets filmer

### Siffra (1,2,3...) eller specialtecken (@,$,?...)
- 10 orsaker att hata dig
- 200-årsmannen
- 8½ kvinnor

### A - G
- Allt om min mamma
- American Beauty
- American Pie[2]
- Analysera mera
- Anna och kungen
- Any Given Sunday
- Austin Powers - The Spy Who Shagged Me
- Bachelor, The
- Blair Witch Project, The
- Boys Don't Cry
- Big Daddy
- Boondock Saints, The
- Brokedown Palace
- Bron över Seine
- Clinch
- Cruel Intentions
- Dagar vid älven
- Deep Blue Sea
- Den eneste ene
- Den gröna milen
- Dogma
- Dödlig drift
- East is East
- En midsommarnattsdröm
- End of Days
- Entrapment
- Ett äventyr i Paris
- Eyes Wide Shut
- Fantasia 2000
- Fight Club
- Flawless
- Freddie Wadling – en släkting till älvorna
- From Dusk Till Dawn 2
- Galaxy Quest
- Generalens dotter

### H - N
- Happy End
- The Hurricane
- Hälsoresan – En smal film av stor vikt
- I huvudet på John Malkovich
- I samlarens spår
- Idle Hands
- Insider
- Inspector Gadget
- Järnjätten
- Knubbigt regn
- Jeanne d'Arc
- Lake Placid
- Lusten till ett liv
- Magnolia
- Man on the moon
- Notting Hill
- Matrix, The[3]
- Mumien
- Mystery Men
- Noll Tolerans

### O - U
- Office Space
- Ondskans hus
- Pelíšky
- Pippi i Söderhavet [4]
- Pirates of Silicon Valley
- Pokémon Filmen
- Raymond – sju resor värre
- Roswell: The Aliens Attack
- Runaway Bride
- Rätt upp i 90-talet![5]
- She's All That
- Simply Irresistible
- Sjätte sinnet
- Sjön
- Sleepy Hollow
- Sofies värld
- Sommar vid Loire (Les Enfant du marais)
- Stora och små mirakel
- Straydogs
- Strömming i Digerfallet
- Sunshine
- South Park - Bigger, longer & uncut
- Star Wars: Episod I – Det mörka hotet[2]
- Stulna år
- Tala med mig systrar!
- Tarzan[6]
- Tea with Mussolini
- Tell Me Something
- Three Kings
- Tiden är en dröm
- Tomten är far till alla barnen
- Topsy-Turvy
- Toy Story 2[7]

### V - Ö
- Varsity Blues
- The Virgin Suicides
- Vuxna människor
- Vägen ut
- Världen räcker inte till[8]
- Warriors
- Wild Wild West
- Överflödiga människor

## Oscarspriser(i urval)
| Kategori:                  | Vinnare:                         |
| -------------------------- | -------------------------------- |
| Bästa film:                | American Beauty                  |
| Bästa regi:                | Sam Mendes (American Beauty)     |
| Bästa manliga huvudroll:   | Kevin Spacey (American Beauty)   |
| Bästa kvinnliga huvudroll: | Hilary Swank (Boys Don't Cry)    |
| Bästa manliga biroll:      | Michael Caine (Ciderhusreglerna) |
| Bästa kvinnliga biroll:    | Angelina Jolie (Stulna år)       |
| Bästa utländska film:      | Allt om min mamma (Spanien)      |

För komplett lista se Oscarsgalan 2000.

## Guldbaggar: (i urval)
| Kategori:                  | Vinnare:                                          |
| -------------------------- | ------------------------------------------------- |
| Bästa film:                | Tsatsiki, morsan och polisen                      |
| Bästa regi:                | Ella Lemhagen (Tsatsiki, morsan och polisen)      |
| Bästa manliga huvudroll:   | Björn Kjellman (Vägen ut)                         |
| Bästa kvinnliga huvudroll: | Katarina Ewerlöf (Tomten är far till alla barnen) |
| Bästa manliga biroll:      | Shanti Roney (Vägen ut)                           |
| Bästa kvinnliga biroll:    | Pernilla August (Där regnbågen slutar)            |
| Bästa utländska film:      | Allt om min mamma (Spanien)                       |

## Födda
- 19 februari – Quinn Lord, kanadensisk skådespelare.
- Vilde Helmerson, svensk skådespelare.

## Avlidna
- 3 januari – Elsa Burnett, svensk skådespelare.
- 6 februari – Gunnar Öhlund, svensk skådespelare.
- 7 februari – Lars Molin, svensk filmregissör och författare.
- 10 februari – Ann-Marie Gyllenspetz, svensk skådespelare.
- 16 februari – Pia Rydwall, svensk skådespelare.
- 18 februari – Olle Nordemar, svensk filmfotograf, producent, regissör, manusförfattare och statistskådespelare.
- 4 mars – Åke Wästersjö, svensk skådespelare.
- 5 mars – Thore Segelström, 78, svensk skådespelare.
- 6 mars – Olof Widgren, svensk skådespelare.
- 7 mars – Stanley Kubrick, amerikansk filmregissör.
- 29 april – Oscar Ljung, svensk skådespelare och teaterregissör.
- 2 maj – Oliver Reed, brittisk skådespelare.
- 8 maj – Dirk Bogarde, brittisk skådespelare.
- 9 maj – Ole Søltoft, dansk skådespelare.
- 19 maj – Barbro Nordin, svensk skådespelare.
- 6 juni – Berta Hall, svensk skådespelare.
- 10 juni – Charlotte Dittmer, svensk skådespelare.
- 11 juni – DeForest Kelley, amerikansk skådespelare.
- 1 juli – Sylvia Sidney, amerikansk skådespelare.
- 2 juli – Mario Puzo, amerikansk författare och manusförfattare.
- 3 juli – Mimi Nelson, svensk skådespelare.
- 8 juli – Gerd Widestedt, svensk skådespelare.
- 11 juli – Lasse Lindroth, svensk stand-up-komiker och skådespelare.
- 26 juli – Karin Miller, svensk skådespelare.
- 4 augusti – Victor Mature, amerikansk skådespelare.
- 7 augusti – Olof Sjöstrand, svensk stuntman och cirkusartist.
- 11 augusti – Mimi Pollak, svensk skådespelare.
- 14 september – Charles Crichton, brittisk filmregissör.
- 20 september – Stellan Skantz, svensk skådespelare och inspicient.
- 22 september – George C. Scott, amerikansk skådespelare.
- 23 september – Allan Linder, svensk skådespelare.
- 25 september – Björn Lindroth, svensk regissör, manusförfattare, konstnär och sångtextförfattare.
- 13 oktober – Wiola Brunius, svensk skådespelare.
- 15 oktober – Torsten Lilliecrona, svensk skådespelare.
- 29 oktober – Brita Appelgren, svensk balettdansös och skådespelare.
- 7 november – Stig Woxther, svensk skådespelare.
- 11 november – Mary Kay Bergman, amerikansk röstskådespelare.
- 3 december – Madeline Kahn, amerikansk skådespelare.
- 8 december – Ernst Günther, svensk skådespelare.
- 12 december – Claes Thelander, svensk skådespelare.
- 18 december – Sture Djerf, svensk skådespelare, regissör och manusförfattare.
- 19 december – Desmond Llewelyn, brittisk skådespelare.
- 22 december – Per Aabel, norsk skådespelare.
- 29 december – Rolf Tourd, svensk skådespelare.

### Fotnoter
1. ↑   När Var Hur 1999. Forum
2. 1 2  IMDB, läst 1 mars 2012
3. ↑  IMDB, läst 1 mars 2012
4. ↑  ”Astrid Lindgren”. http://www.astridlindgren.se/verken/filmerna/filmlista. Läst 21 mars 2011.
5. ↑  IMDB, läst 1 mars 2012
6. ↑  IMDB, läst 1 mars 2012
7. ↑  IMDB, läst 1 mars 2012
8. ↑  IMDB, läst 1 mars 2012